# 陶尔·尤劳伊
陶尔·尤劳伊（匈牙利語：Tarr Juraj，1979年2月18日—），斯洛伐克男子皮划艇运动员。他曾代表斯洛伐克参加2000年、2008年、2012年和2016年夏季奥林匹克运动会皮划艇比赛，获得二枚银牌。